# Kethenahalli, Chik Ballapur
Kethenahalli là một làng thuộc tehsil Chik Ballapur, huyện Kolar, bang Karnataka, Ấn Độ.